# Gautier de Varinfroy
Gautier de Varinfroy (Galterus de Valle Reinfridi) est un architecte français du XIIIe siècle.

## Biographie
Il est probablement issu d'une famille d'architectes originaire de Varinfroy. D'autres membres portant ce patronyme nous sont connus. Pierre de Varinfroy est architecte du Collège de Navarre à Paris vers 1309 et de la cathédrale de Meaux vers 1300/1305-1317, Jean de Varinfroy est maître-d'œuvre de la cathédrale d'Auxerre et attesté à la cathédrale de Sens vers 1342.
Actif à la cathédrale d'Évreux puis à la cathédrale de Meaux vers 1250, il est un des rares maître-d'œuvre de cette époque à échapper à l'anonymat.
Il est attesté comme maître-d'œuvre de la cathédrale d'Évreux dans son acte d'engagement par le chapitre de la cathédrale de Meaux en octobre 1253. Il y est dit qu'il ne doit pas être absent du chantier de Meaux plus de 2 mois par an, que ce soit pour le chantier d'Évreux ou un autre qu'il aurait accepté dans le diocèse de Meaux, sans accord du chapitre. Il a vraisemblablement participé à l'achèvement de la nef (triforium et fenêtres hautes) et joué un rôle décisif dans la reconstruction du chevet, en définissant le projet architectural d'un chevet à déambulatoire et chapelles rayonnantes, en plan et en élévation. Il est supposé que c'est l'évêque d'Évreux Jean de La Cour d'Aubergenville qui aurait fait appel à ses services, mais cette hypothèse est impossible à vérifier, sans connaître son arrivée sur le chantier et du pouvoir décisionnaire entre l'évêque et le chapître.
Il érige entre 1253 et 1278 le chœur actuel, de style gothique rayonnant de la cathédrale de Meaux. Pour régler le problème de la stabilité du chœur, Gautier de Varinfroy employa la méthode utilisée pour la cathédrale Notre-Dame de Rouen en supprimant le niveau des tribunes du chœur, mais en conservant les baies des tribunes donnant sur la partie centrale de ce dernier.
D'après l'analyse faite des éléments qui lui sont attribués, il semble être un maître-d'œuvre expérimenté, exigeant sur la qualité technique et la mise en œuvre.
Selon Cl. Lautier, P. Kurmann et D. von Winterfeld, il serait également l'auteur du chœur de Saint-Père de Chartres. Yves Gallet y voit plutôt, avec ses hésitations et un travail « brouillon », l'œuvre du premier maître-d'œuvre de la nef de la cathédrale d'Évreux, prédécesseur de Gautier de Varinfroy.
Il est actif et présent sur le chantier de Meaux en février 1266, suivant un acte passé devant l'official de Meaux.